# 九条良経
九条 良経（くじょう よしつね）は、平安時代末期から鎌倉時代初期にかけての公卿・歌人。関白・九条兼実の次男。官位は従一位・摂政、太政大臣。九条家2代当主。後京極殿と号した。通称は後京極摂政（ごきょうごく せっしょう）、中御門摂政。

## 経歴
治承3年（1179年）元服し、従五位上に叙せられる。元暦2年（1185年）従三位。文治4年（1188年）、同母兄・良通が早世したため兼実の嫡男となった。その後も権中納言、正二位、権大納言と昇進し、建久6年（1195年）に内大臣となった。しかし翌年11月、反兼実派の丹後局と源通親らの反撃を受けて父と共に朝廷から追放され、蟄居を余儀なくされた（建久七年の政変）。
正治元年（1199年）、左大臣として政界復帰を果たし、その後内覧となる。そして建仁2年（1202年）12月、土御門天皇の摂政となり、建仁4年（1204年）には従一位・太政大臣となった。しかし元久3年（1206年）3月7日深夜に頓死。享年38。

## 人物

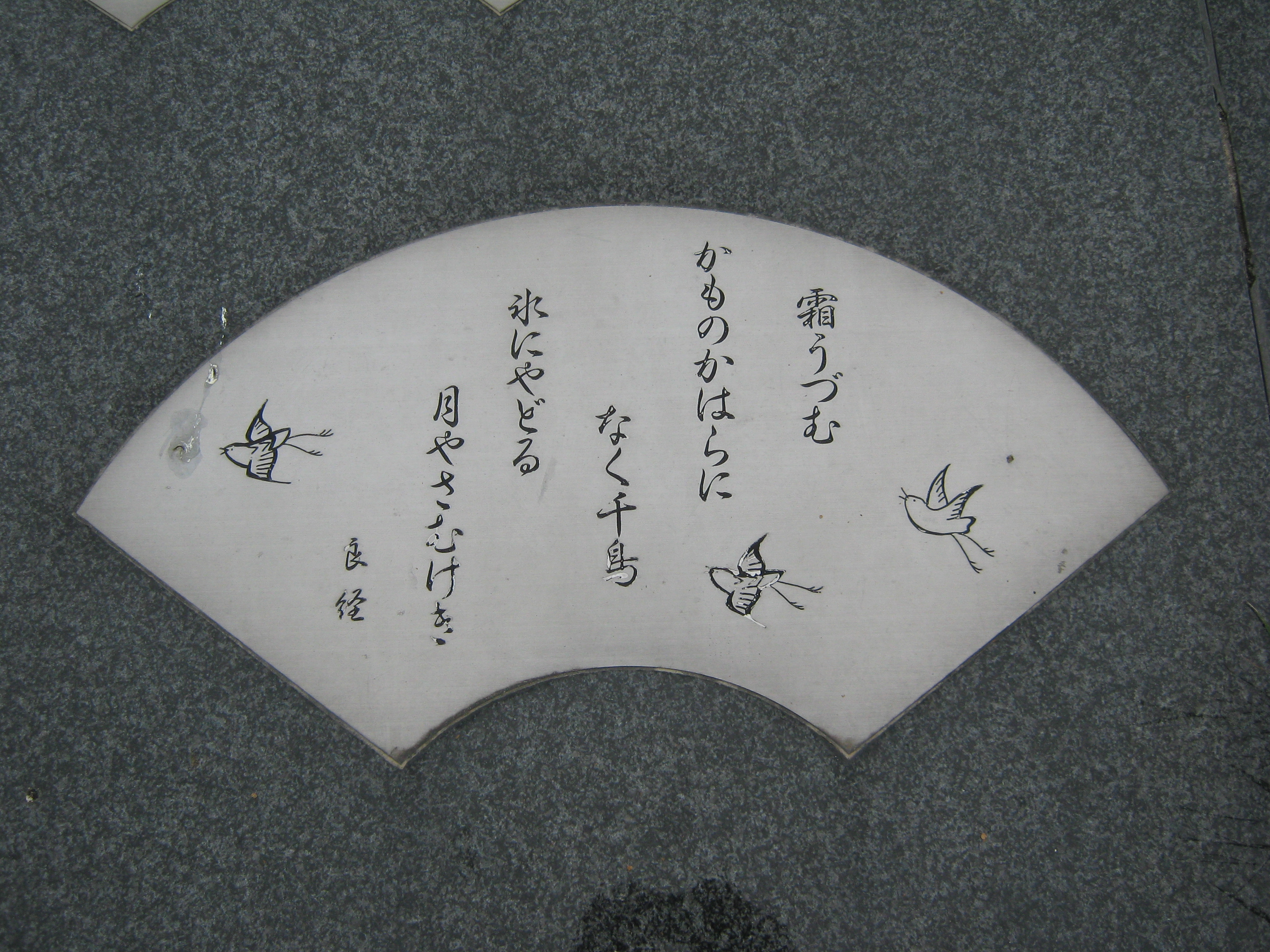
九条良経歌碑、鴨川畔、京都市左京区下堤町

良経は和歌や書道、漢詩に優れた教養人だった。特に書道においては天才的で、その屈曲に激しく線に強みを加えた書風は、のちに「後京極流」と呼ばれた。また、叔父慈円を後援・協力者として建久初年頃から歌壇活動が顕著になり、同元年『花月百首』、同4年頃『六百番歌合』などを主催した。その活動は御子左家との強い結びつきのもとで行われたが、六条家歌人との交流もあった。この良経歌壇は、のちに『新古今和歌集』へと結実していく新風和歌を育成した土壌として大きな役割を果たす。その後後鳥羽院歌壇へ移行し、良経を含む御子左家一派は中核的な位置を占める。
建仁元年（1201年）、和歌所設置に際して寄人筆頭となり、『新古今和歌集』の撰修に関係してその仮名序を書いた。自撰の家集『秋篠月清集』（月清集）は六家集のひとつとなっている。『後京極殿御自歌合』も作風を知る上で好資料となる。日記に『殿記』、著作に『大間成文抄』がある。
小倉百人一首では「後京極摂政前太政大臣」として知られる。91番「きりぎりす　鳴くや霜夜の　さむしろに　衣かたしき　ひとりかもねむ」

## 官歴
※日付＝旧暦
- 1179年（治承3年）4月17日、元服し、従五位上に叙位。8月26日、禁色と昇殿を許される。10月9日、侍従に任官。
- 1180年（治承4年）4月21日、正五位下に昇叙、侍従は元の如し。
- 1182年（養和元年）12月4日、右近衛少将に転任。
- 1182年（寿永元年）11月17日、左近衛中将に転任。
- 1183年（寿永2年）1月7日、従四位下に昇叙、左近衛中将は元の如し。
- 1185年1月23日（元暦元年12月20日）、正四位下に昇叙、左近衛中将は元の如し。
- 1185年2月7日（元暦2年1月6日）、従三位に昇叙、左近衛中将は元の如し。1月20日、播磨権守を兼任。
- 1187年1月26日（文治2年12月15日）、正三位に昇叙、左近衛中将・播磨権守は元の如し。
- 1187年（文治3年）1月23日、従二位に昇叙、左近衛中将・播磨権守は元の如し。
- 1188年（文治4年）1月6日、正二位に昇叙、左近衛中将は元の如し。
- 1189年（文治5年）閏4月8日、権中納言に転任、左近衛中将は元の如し。7月10日、権大納言に転任。
- 1190年（文治5年）12月30日、左近衛大将を兼任。
- 1190年（建久元年）7月18日、後鳥羽天皇の中宮で良経の異母妹九条任子の中宮大夫を兼任。
- 1195年（建久6年）11月4日、内大臣に転任。11月12日、左近衛大将は元の如し。
- 1198年（建久9年）1月19日、左近衛大将を止む。
- 1199年（正治元年）6月22日、左大臣に転任。
- 1202年（建仁2年）11月27日、内覧宣下。左大臣は元の如し。12月25日、摂政宣下。左大臣は元の如し。列座は、正二位守太政大臣藤原頼実の次座。一座とはならず。
- 1204年（建仁4年）1月5日、従一位に昇叙し、摂政・左大臣は元の如し。11月16日、左大臣を辞任。12月7日、太政大臣従一位藤原頼実、辞任により一座。
- 1205年1月5日（建仁4年12月14日）、太政大臣宣下。摂政は元の如し。
- 1205年（元久2年）4月27日、太政大臣を辞任。
- 1206年（元久3年）3月7日、薨去。享年38。時に摂政従一位。

## 系譜
- 父：九条兼実
- 母：藤原兼子 - 藤原季行の娘
- 妻：一条能保の娘（1167-1200） - 源頼朝の姪
  - 男子：九条道家（1193-1252）
  - 男子：九条教家（1194-1255）
  - 女子：九条立子（1192-1248） - 順徳天皇中宮、仲恭天皇母
- 妻：藤原寿子（?-1222） - 従二位、松殿基房の娘
  - 男子：九条基家（1203-1280） - 子孫は月輪家
- 妻：左馬助政綱の娘（姓不明） - 宜秋門院女房
  - 男子：良尊
- 妻：大膳大夫信成の娘（または信業、姓不明）
  - 男子：道慶
- 養子
  - 男子：九条良平 - 実弟

また、慶政上人も良経の子とされる。

## 関連作品
テレビドラマ
- 『草燃える』（1979年、NHK大河ドラマ、演：村上正次）